# Loddemetal
Loddemetal er en metallegering beregnet til at sammenføje to metalstykker med en temperatur betydeligt under de to stykker metals smeltepunkt.
Blødlodning er hvad man mest tænker på når man taler om loddemetal (og lodning) – og disse har typisk et smeltepunkt i temperaturintervallet 90 til 450 °C. Blødloddemetal er almindeligvis anvendt i elektronik og VVS-rør. Metallegeringer som smelter mellem 180 og 190 °C er de mest almindeligt anvendte. Per definition kaldes loddemetaller med smeltepunkter på over 450 °C for hårdloddemetal.

## Loddetin
Loddetin bestod tidligere af en tin/bly legering, som oftest 63 % tin og 37 % bly, da denne har et lavt smeltepunkt (183 °C), i særlige tilfælde, tilsat andre metaller (sølv, bismut) i mindre mængder. 
Fra 1. juli 2006 har EU's Waste Electrical and Electronic Equipment Directive (WEEE-direktivet) og Restriction of Hazardous Substances Directive (RoHS-direktivet) forbudt brug af bly i elektronik, derfor anvendes nu andre blandinger som eksempelvis Sn-Ag-Cu (tin-sølv-kobber).
Sn-Ag-Cu forhold kan f.eks. være:
- (95,5;3,8;0,7) – smeltepunkt omkring 220 °C
- (96,5;3,5;0) (vægt%) smeltepunkt eutektisk omkring 221 °C
- (99,3;0;0,7) smeltepunkt eutetisk omkring 227 °C